# India Allen
India Allen (nacida el 1 de junio de 1965; en Portsmouth, Virginia es una actriz y modelo estadounidense. Allen apareció en la página central en la revista de diciembre de 1987 de Playboy y fue nombrada posteriormente Playmate del Año en 1988.

## Juicio de O.J. Simpson
En 1996, Allen fue testigo en el juicio civil de O.J. Simpson y declaró que había visto a Simpson golpear a su esposa en ese entonces, Nicole Brown Simpson, en 1983, cuando Allen era empleada de un hospital veterinario en Beverly Hills.

## Vida personal
Allen estuvo casada con el deportista Bill Macatee.

## Filmografía
- Tattoo, a Love Story, 2002
- The Force, 1994
- Silk Degrees, 1994
- Seduce Me: Pamela Principle 2, 1994
- Wild Cactus, 1993
- Round Numbers, 1992